# From Spirits and Ghosts (Score for a Dark Christmas)
From Spirits and Ghosts (Score for a Dark Christmas) je sedmé studiové album finské zpěvačky Tarji Turunen. Vydáno bylo dne 17. listopadu 2017 u vydavatelství earMUSIC. Obsahuje deset vánočních písní nahraných v gotickém stylu a jednu novou píseň „Together“. Produkci měla na starost sama zpěvačka spolu s Jimem Dooleyem a Timem Palmerem. Poslední jmenovaný album posléze smíchal.

## Seznam skladeb
| Pořadí | Název                                  | Autor                                   | Délka |
| ------ | -------------------------------------- | --------------------------------------- | ----- |
| 1.     | O Come, O Come, Emmanuel               |                                         | 4:56  |
| 2.     | Together                               | Tarja Turunen                           | 3:21  |
| 3.     | We Three Kings                         | John Henry Hopkins Jr.                  | 3:54  |
| 4.     | Deck the Halls                         | Thomas Oliphant, John Thomas, Talhaiarn | 2:44  |
| 5.     | Pie Jesu                               |                                         | 3:28  |
| 6.     | Amazing Grace                          | John Newton                             | 4:42  |
| 7.     | O Tannenbaum                           | Ernst Anschütz, Melchior Franck         | 3:37  |
| 8.     | Have Yourself a Merry Little Christmas | Hugh Martin, Ralph Blane                | 3:40  |
| 9.     | God Rest Ye Merry Gentlemen            |                                         | 4:13  |
| 10.    | Feliz Navidad                          | José Feliciano                          | 5:48  |
| 11.    | What Child Is This                     | William Chatterton Dix                  | 4:55  |
| 12.    | We Wish You a Merry Christmas          |                                         | 4:07  |